# Pere Sosa López
Pere Sosa López (Requena, 30 de gener de 1887 – Requena, 21 de novembre de 1953) va ser un compositor, trombonista i director d'orquestra valencià. Com a compositor va destacar en la seua producció per a banda de música.

## Biografia
Nascut a Requena, ben aviat es va establir a la ciutat de València. Va estudiar amb els músics Amanci Amorós, Francisco Peñarroja i Baltasar Martínez. Ingressà com a infant al cor del Reial Col·legi del Corpus Christi de València i amplià els seus estudis musicals al Patronat de la Joventut Obrera, on va començar a tocar el trombó en la seua banda de música. Posteriorment va estudiar al Conservatori Superior de Música de València, on va ser deixeble de Salvador Giner i Vidal. En aquest centre va ser successivament professor de solfeig i harmonia, tenint entre els seus alumnes en Francisco Balaguer Mariel. D'aquesta darrera disciplina arribà a ocupar-ne la càtedra l'any 1920. Al conservatori va deixar la seua empremta, en ocupar la subdirecció i la direcció
La seua obra més coneguda és el popular pasdoble Lo cant del valencià. Entre la seua producció, molt arrelada a l'àmbit local i a la música per a banda també hi ha obres corals, música religiosa, cançons i peces per a piano.
El seu estil és de naturalesa nacionalista i la seua font d'inspiració són les cançons i danses valencianes.
A la seua memòria té dedicat un carrer a Requena i a València.

## Composicions destacades
- Canciones del Montañés, per a cor
- Lo cant del valencià, per a banda
- Tonades d'amor, per a piano
- Cançó de bressol, per a piano
- Pequeñas impresiones españolas, per a piano